# Kleinkarlbach

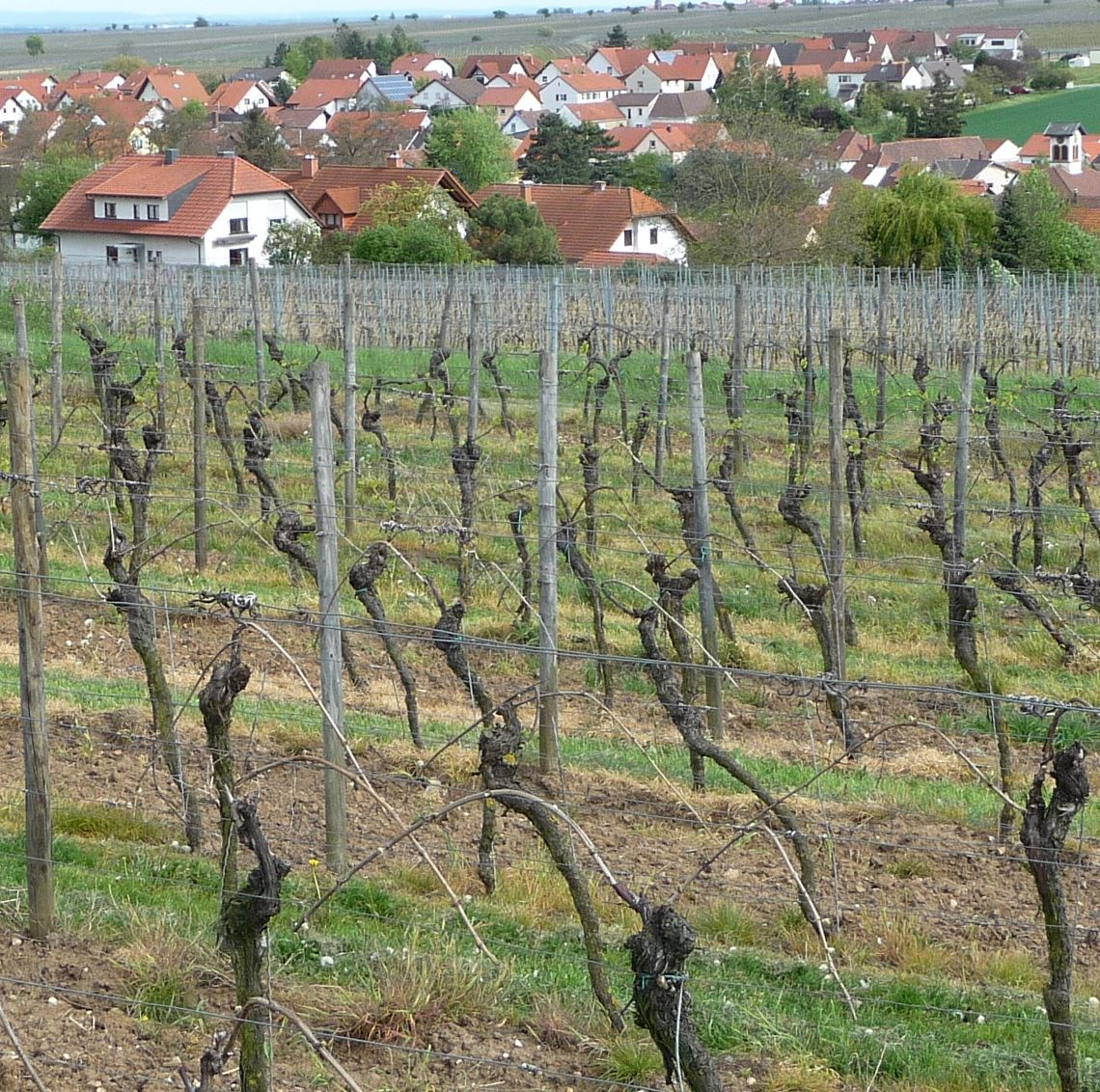
Blick über Reben auf den Ort

Kleinkarlbach ist eine Ortsgemeinde im pfälzischen Landkreis Bad Dürkheim. Der Ort liegt etwa 18 km westlich von Ludwigshafen am Rhein am Rand der europäischen Metropolregion Rhein-Neckar und gehört der Verbandsgemeinde Leiningerland an.

## Geographie

### Lage
Kleinkarlbach ist ein Weinbauort in der Vorderpfalz am hügeligen Westrand der Oberrheinischen Tiefebene. Das namensverwandte Großkarlbach liegt 5 km weiter östlich in der Rheinebene. Nachbargemeinden sind – von Norden beginnend im Uhrzeigersinn – Grünstadt, Kirchheim an der Weinstraße, Bobenheim am Berg, Battenberg und Neuleiningen.

### Gewässer
Die Gemeinde liegt am Eingang des Leininger Tales am Eckbach, der nach Osten zum Rhein fließt und am Ortsausgang von rechts den Krumbach empfängt.

### Geologie
Geologisch ist die Umgebung die Nahtstelle zwischen dem Mittelgebirge des Pfälzerwalds, das hier nach Nordosten ausläuft, und dem tiefen Grabenbruch des Rheintals. Kleinkarlbach sitzt genau am Ende dieses Randgebirges – dem Leininger Sporn – knapp über dem Grünstadter bzw. Eisenberger Becken im Norden. Am Ostabhang dieses Sporns verläuft jene Bruchlinie, wo der einstige Boden des Oberrheingrabens über 10 km in die Tiefe sank und mit jüngeren Sedimenten auf das jetzige Niveau aufgefüllt wurde. Einige dieser Lockergesteine kommen auch dem Weinbau an den Hängen zugute.

## Geschichte
Die älteste erhaltene Erwähnung von Kleinkarlbach stammt von 770 und findet sich im Lorscher Codex. 873 gehörte der Ort zum Kloster Murbach. 1309 ging er als Lehen an die Leininger Grafen. Bis gegen Ende des 18. Jahrhunderts war der Ort der Herrschaft Leiningen-Dagsburg zu Eigen.
Nach der Französischen Revolution gehörte er zum Département du Mont-Tonnerre. Von 1798 bis 1814, als die Pfalz Teil der Französischen Republik (bis 1804) und anschließend Teil des Napoleonischen Kaiserreichs war, war Kleinkarlenbach – so die damalige Bezeichnung – in den Kanton Grünstadt eingegliedert und besaß eine eigene Mairie. 1815 hatte der Ort 450 Einwohner. Aufgrund der auf dem Wiener Kongress getroffenen Vereinbarungen wurde das Gebiet 1815 zunächst Österreich zugeordnet und stand unter österreichisch-bayerischer Gemeinschaftsverwaltung, ehe es 1816 in einem Staatsvertrag an das Königreich Bayern abgetreten wurde und innerhalb letzterem der Pfalz zugeordnet wurde. Von 1818 bis 1862 gehörte Kleinkarlbach dem Landkommissariat Frankenthal an; aus diesem ging das Bezirksamt Frankenthal hervor.
Ab 1939 war die Gemeinde Bestandteil des Landkreises Frankenthal. Nach dem Zweiten Weltkrieg wurde der Ort innerhalb der französischen Besatzungszone Teil des damals neu gebildeten Landes Rheinland-Pfalz. Im Zuge der ersten rheinland-pfälzischen Verwaltungsreform wechselte Kleinkarlbach am 7. Juni 1969 in den neu geschaffenen Landkreis Bad Dürkheim. Drei Jahre später wurde die Gemeinde Bestandteil der ebenfalls neu geschaffenen Verbandsgemeinde Grünstadt-Land, die 2018 in der Verbandsgemeinde Leiningerland aufging.

## Religion

### Christentum
1555 wurde im Leiningerland die Reformation eingeführt, und Kleinkarlbach wurde lutherisch. 2007 waren 52,9 % der Einwohner evangelisch und 23,8 % katholisch. Die übrigen gehörten einer anderen Religion an oder waren konfessionslos.

### Judentum
Um 1600 befand sich vor Ort eine Mikwe, die auch von Juden aus den Nachbarorten Sausenheim und Neuleiningen benutzt wurde.

## Politik

### Gemeinderat
Der Gemeinderat in Kleinkarlbach besteht aus zwölf Ratsmitgliedern, die bei der Kommunalwahl am 9. Juni 2024 in einer personalisierten Verhältniswahl gewählt wurden, und dem ehrenamtlichen Ortsbürgermeister als Vorsitzendem.
Die Sitzverteilung im Gemeinderat:
| Wahl | SPD | CDU | FWG | WGR | WGH | Gesamt   |
| ---- | --- | --- | --- | --- | --- | -------- |
| 2024 | 5   | –   | 3   | 1   | 3   | 12 Sitze |
| 2019 | 4   | –   | 3   | 2   | 3   | 12 Sitze |
| 2014 | 4   | 2   | 5   | 1   | –   | 12 Sitze |
| 2009 | 3   | 2   | 5   | 2   | –   | 12 Sitze |
| 2004 | 3   | 2   | –   | 7   | –   | 12 Sitze |

- FWG = Freie Wählergruppe Kleinkarlbach e. V.
- WGR = Wählergruppe Rogenwieser
- WGH = Wählergruppe Hartmetz

### Bürgermeister
Ortsbürgermeister ist Daniel Krauß (SPD). Bei der Direktwahl am 26. Mai 2019 war kein Kandidat angetreten. Krauß wurde am 25. Juni 2019 einstimmig durch den Gemeinderat gewählt und ist damit Nachfolger von Rainer Gierth. Bei der Direktwahl am 9. Juni 2024 wurde er als einziger Bewerber mit einem Stimmenanteil von 89,4 % für weitere fünf Jahre in seinem Amt bestätigt.

### Wappen
Die Blasonierung des Wappens lautet: „In Gold ein grüner Wellenbalken“.
Es wurde 1982 von der Bezirksregierung Neustadt genehmigt und geht zurück auf ein Gerichtssiegel von 1452, in dem der Wellenbalken noch schrägrechts dargestellt wurde.

## Kulturdenkmäler

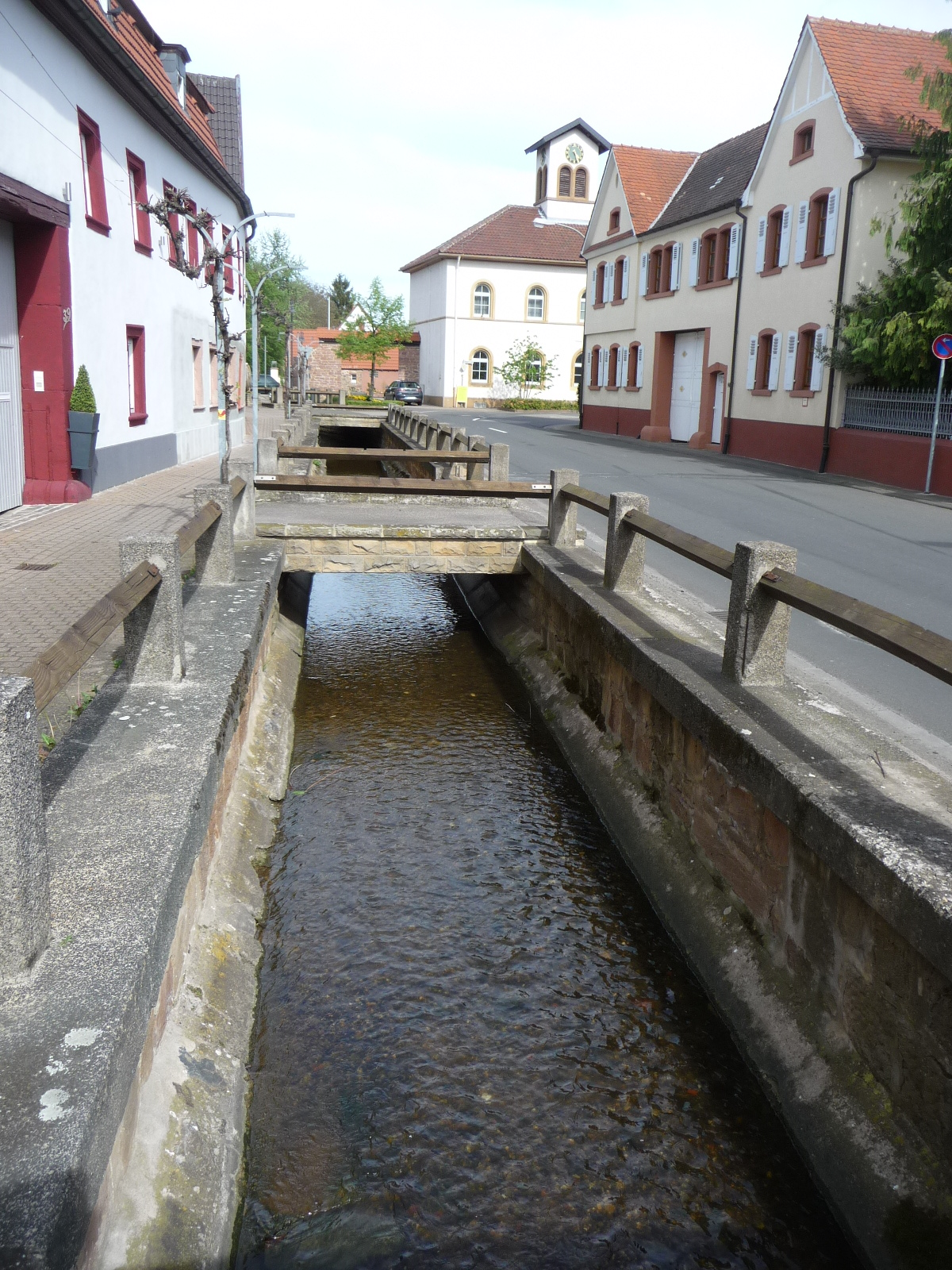
Denkmalzone Ortskern

Der Ortskern ist als Denkmalzone ausgewiesen. Hinzu kommen insgesamt 14 Einzelobjekte, die unter Denkmalschutz stehen.

## Wirtschaft und Infrastruktur

### Wirtschaft
Größter Arbeitgeber der Gemeinde ist die Chemiefabrik C.F. Spiess & Sohn GmbH & Co. Der Weinbau ist ein Hauptwirtschaftszweig des Ortes. Vor Ort befinden sich die Einzellagen Frauenländchen (115,5 ha), Herrenberg (28,6 ha), Herrgottsacker (6,6 ha), Kieselberg (56,0 ha) und Senn (28,5 ha). Alle Einzellagen gehören zur Großlage Höllenpfad im Weinanbaugebiet Pfalz.

### Verkehr
Mitten durch den Ort führt die Landesstraße 520 von Wattenheim bis nach Heßheim. Von ihr zweigt die Landesstraße 517 nach Bad Dürkheim ab. Die Kreisstraße 30 verbindet die Gemeinde mit Battenberg. Die Bundesstraße 271 streift den östlichen Gemarkungsrand.
Ab 1903 befand sich an der Bahnstrecke Grünstadt–Altleiningen im benachbarten Neuleiningen der Bahnhof Neuleiningen-Kleinkarlbach. Der Personenverkehr wurde 1969 eingestellt, der Güterverkehr folgte Ende 2005.

### Tourismus
Kleinkarlbach liegt am Eckbach-Mühlenwanderweg, der an diesem Gewässer 23 erhaltene von ehemals 35 Wassermühlen verbindet. Im Ort existieren noch sechs von ursprünglich sieben:
- Walkmühle
- Wiesenmühle
- Bann- und Backmühle
- Strohmühle
- Schleifmühle
- Langmühle

Der Mühlenforscher Wolfgang Niederhöfer (1932–2017) aus Kleinkarlbach erreichte 1997 die Eröffnung des Wegs durch den damaligen rheinland-pfälzischen Ministerpräsidenten Kurt Beck.
Darüber hinaus streift der Leininger Burgenweg für eine kurze Strecke den westlichen Siedlungsrand.

## Persönlichkeiten

### Ehrenbürger
- 1973: Irmgard Spiess, Unternehmerin
- 2004: Dieter Spiess, Honorarkonsul

### Söhne und Töchter des Ortes
- Werner Spiess (1893–1957), war zeitweise Bürgermeister vor Ort und später Landrat der Landkreise Frankenthal und Kaiserslautern.
- Wolfgang Niederhöfer (1932–2017), Heimatforscher und Mühlenexperte

### Personen, die vor Ort gewirkt haben
- Alexander Esswein, verbrachte seine Kindheit vor Ort.
- Heinz Esswein, Träger des Bundesverdienstkreuzes
- Johann Höpffender, 1792/93 Mitglied des Rheinisch-Deutschen Nationalkonvents
- Reinhold Niederhöfer, von 2010 bis 2017 Bürgermeister der VG Grünstadt-Land, wuchs vor Ort auf und wohnt dort.
- Heinz Itzerott (1912–1983), Dr. rer. nat., Naturforscher, Pflanzenschützer, Prokurist der Fa. Spiess